# Сити Мусда Мулия
Си́ти Му́сда Му́лия (род. 3 марта 1958, Южный Сулавеси) — индонезийская активистка за права женщин и профессор религиоведения. Она была первой женщиной, назначенной профессором-исследователем в Научном обществе Индонезии (НОИ) (индон. Lembaga Ilmu Pengetahuan Indonesia, LIPI), и в настоящее время преподает исламскую политическую мысль в Школе постдипломного образования в Государственном исламском университете имени Сиарифа Хидаятуллы. С 2007 года Мусда — председательница Индонезийской конференции НПО по религии и миру, целью которой является содействие межконфессиональному диалогу в Индонезии. Она также была директором Института Мегавати — аналитического центра, созданного бывшим президентом Мегавати Сукарнопутри.

## Ранний период жизни
Мусда родилась в 1958 году в округе Боне провинции Южный Сулавеси в консервативной мусульманской семье. Её отец был местным исламским активистом, в молодости командовавшим батальоном в антиправительственном исламистском формировании «Даруль Ислам», а мать была первой девушкой в своей деревне, окончившей исламскую школу.

## Карьера
В 1997 году Мусда стала первой женщиной, получившей докторскую степень в области исламской мысли в Исламском государственном университете Сиарифа Хидаятуллы. С 1999 по 2007 год она работала старшим советником в Министерстве по делам религий, где внесла вклад в законопроект 2004 года, оспаривающий предложенный Индонезией исламский правовой кодекс, рекомендуя внести в него поправки, запрещающие детские браки и полигамию, а также разрешающие межконфессиональные браки; из-за бурных протестов редакция в конечном итоге была отклонена. С 2000 по 2005 год она была главой исследовательского отдела Совета индонезийских улемов.
Мусда также написала книги, в том числе «Ислам критикует полигамию» (2003), «Энциклопедия реформистского мусульманина: сущность идей для переосмысления и действия» (2004) и «Ислам и вдохновение гендерного равенства» (2005). В 2020 году она выпустила обновленное издание «реформистского мусульманина».
Мусда выразила умеренные взгляды на исламские вопросы: она заявила, что директивы, требующей от женщин носить хиджаб, не существует, и выразила дружественные к ЛГБТ настроения. Мусда также считала полигамию харамом. Кроме того, она выразила мнение, что мусульманкам следует разрешить самим интерпретировать исламские учения и стать улемами.

## Награды
В 2007 году Мусда получила Международную женскую премию за отвагу от правительства США. В 2008 году она получила премию имени Япа Тиама Хьена в области прав человека за свою работу по продвижению диалога и инклюзивности в исламе.